# Iker Muniain
Iker Muniain Goñi (pron. basca: [iker muniain ɡoɲi]; Pamplona, 19 dicembre 1992) è un allenatore di calcio ed ex calciatore spagnolo, di ruolo attaccante, tecnico del Derio.

## Biografia
Viene soprannominato Bart, per via della sua somiglianza con il noto personaggio dei Simpson.

## Caratteristiche tecniche
Gioca principalmente nel ruolo di ala sinistra nel 4-3-3, adotta anche la posizione di trequartista o di mezz'ala in un 4-2-3-1. Dotato di un'ottima tecnica individuale e buona visione di gioco, la sua caratteristica principale è il dribbling fulminante che gli permette di lasciare sul posto gli avversari. È stato definito il Messi basco per la sua somiglianza, nei movimenti, con Lionel Messi.
Nel 2010 è stato inserito nella lista dei migliori calciatori nati dopo il 1989 stilata da Don Balón. Nel 2012 è stato inserito nella lista dei migliori calciatori nati dopo il 1991 stilata da Don Balón.

## Carriera

### Club

#### Athletic Bilbao

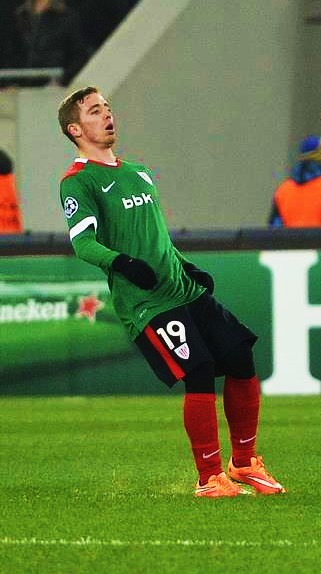
Muniain con la maglia dell'Athletic Bilbao nel 2014.

Prodotto della florida cantera dell'Athletic Bilbao, ha fatto il suo debutto in prima squadra il 30 luglio 2009, in una partita di qualificazione di Europa League contro lo Young Boys Berna. Entrato in campo al 59º minuto in sostituzione di Gaizka Toquero, è diventato il più giovane giocatore a indossare la maglia dell'Athletic in una partita ufficiale, a 16 anni, 7 mesi ed 11 giorni. Una settimana più tardi Muniain ha segnato il suo primo gol per il club, nella gara di ritorno della competizione europea in terra svizzera, contribuendo in modo decisivo al passaggio del turno della propria squadra. Anche in questo caso ha battuto il record come il giocatore più giovane a segnare un gol (16 anni, 7 mesi e 18 giorni).
Il 30 agosto 2009, esordisce nella Liga spagnola nella partita Athletic Bilbao-Espanyol 1-0, diventando il più giovane giocatore ad aver indossato la maglia del club basco in campionato. La seconda partita in Liga la gioca il 13 settembre nella sfida esterna contro lo Xerez Club Deportivo (vinta per 1 a 0), Iker entra nel secondo tempo al 62' al posto di De Marcos giocando 29 minuti. Quattro giorni dopo aver disputato 4 partite tra Preliminari e Play off arriva l'esordio nella UEFA Europa League con gol nella partita vinta 3 a 0 contro l'Austria Vienna. Il 4 ottobre 2009 diventa inoltre il più giovane marcatore sino ad allora della Liga spagnola (il record venne poi battuto da Fabrice Olinga il 18 agosto 2012), realizzando una rete nel corso di Valladolid-Athletic Bilbao, conclusasi 2-2, segnando quindi all'età di 16 anni e 289 giorni.
Il 1º dicembre dello stesso anno, prolunga fino al 30 giugno 2015, il proprio contratto con la formazione basca, con una clausola rescissoria compresa tra i 36 ed i 45 milioni di euro. Il secondo gol arriva nel mese di dicembre nella gara persa 2 a 1 contro il Valencia con un tiro di destro su assist di Javi Martinez. Il terzo gol arriva il 7 febbraio con un colpo di testa al secondo minuto del primo tempo nella partita vinta contro lo Xerez Club Deportivo per 3 a 2. Conclude la sua prima stagione con l'Athletic Bilbao con 35 presenze e 6 gol.
Nella stagione 2011-12 cambia il suo numero di maglia passando dal 27 al 19. Il 15 settembre segna un gol nella sfida dei gironi di Europa League contro lo Slovan Bratislava finita 2 a 1, mentre la prima marcatura in Liga risale al 17 ottobre 2011 nella partita vinta 3 a 1 contro l'Osasuna. Si rende anche protagonista della cavalcata che porta la propria squadra fino alla finale di Europa League: sigla reti nei sedicesimi di finale sia all'andata che al ritorno contro la Lokomotiv Mosca e nei quarti contro lo Schalke 04.
Il 4 aprile 2015, nel corso del match perso contro il Siviglia (2-0), si infortuna gravemente al ginocchio sinistro, riportando la rottura del legamento crociato anteriore. Dopo un lento processo di recupero, torna in campo il successivo 20 dicembre, sostituendo Iñaki Williams per gli ultimi minuti della partita casalinga vinta per 2-0 contro il Levante UD.
Il 28 settembre 2017 subisce un altro grave infortunio (questa volta al ginocchio destro) nelle fasi finali di un incontro di Europa League contro lo Zorja Luhans'k, che ne compromette la stagione. Dopo un'assenza di poco più di sei mesi, torna in campo contro il Villarreal il 9 aprile 2018, andando immediatamente a segno. Nel novembre del 2018 rinnova il contratto con l'Athletic Bilbao fino al giugno 2024. Il 17 gennaio 2021 conquista da capitano il secondo trofeo personale con la società basca, bissando il successo in supercoppa dopo la vittoria nel 2015. A quindici anni dall'esordio in prima squadra, il 1º luglio 2024 abbandona ufficialmente il club che lo ha cresciuto svincolandosi.

#### Argentina al San Lorenzo
Il 6 settembre 2024 firma un contratto di un anno e mezzo con gli argentini del San Lorenzo in  Primera División.

### Nazionale

#### Nazionale giovanile

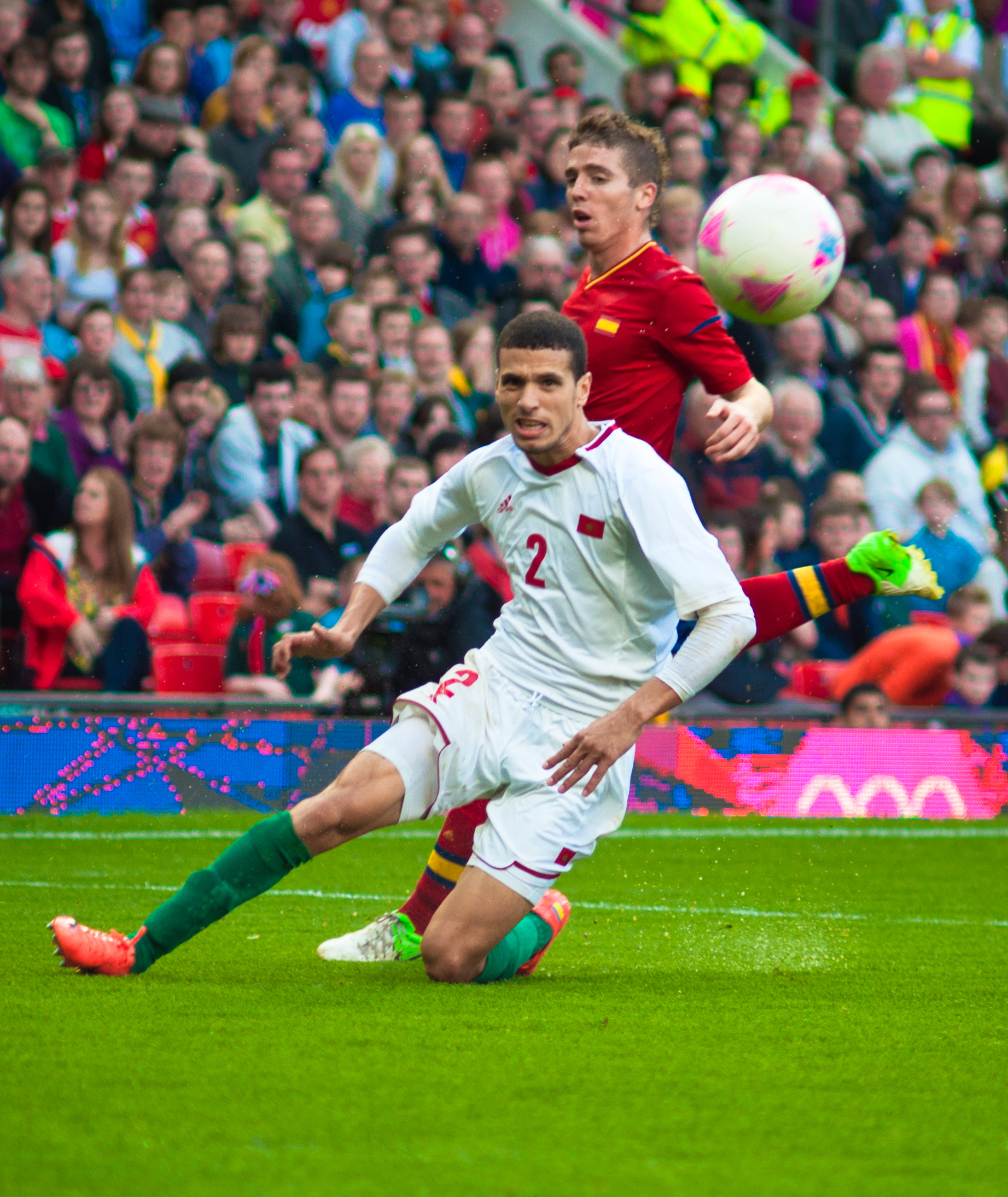
Muniain in azione, con la maglia della Nazionale olimpica di calcio della Spagna nel 2012.

Nel 2009 partecipa al Campionato europeo di calcio Under-17 dove esordisce il 6 maggio contro l'Italia Under-17 pareggiata 0 a 0. Gioca anche la seconda partita 3 giorni dopo contro la Francia Under-17. La Spagna viene eliminata alla fase a gironi. Sempre nel 2009 partecipa al Mondiale Under-17. Debutta nel torneo nella sfida contro gli Stati Uniti Under-17 il 26 ottobre 2009 vinta per 2 a 1. Passato il turno con punteggio pieno, affronta negli ottavi di Finale il Burkina Under-17 vinta 4 a 1 (5 novembre. Nei quarti quattro giorni dopo sfida l'Uruguay Under-17 e battendolo 4-2 si qualifica per le semifinale dove affronta la nazionale organizzatrice del torneo la Nigeria dove la Spagna viene sconfitta 3-1. Conclude il suo Mondiale con 6 presenze (5 da titolare) e 0 gol.
Nel 2010 esordisce con la Nazionale Under-19 dove partecipa nello stesso anno all'Europeo di Categoria. La prima partita la gioca il 18 luglio contro la Croazia Under-19 vinta 2-1. La Spagna si qualifica alla seconda fase battendo il 24 luglio 3-0 l'Italia Under-19. In semifinale la Spagna sfida l'Inghilterra, vinta 3-1. In finale la Spagna viene battuta 2-1 dalla Francia Under-19.
L'8 febbraio 2011, viene convocato per esordire nella nazionale under-21 nell'amichevole disputata contro la Danimarca Under-21. Il 20 aprile 2011 esordisce con la Spagna Under-20 nella sfida vinta 1-0 contro l'Italia Under-20 giocata a Mantova allo stadio Danilo Martelli.
Nel mese di giugno viene convocato per giocare l'Europeo Under-21 il suo terzo europeo al livello di nazionali giovanili contando quello con l'Under-17 e 19. Debutta contro la Repubblica Ceca Under-21 il 15 giugno 2011, la partita viene vinta per 2-0 dalla Spagna. Nella semifinale del 22 luglio vinta 3-1 contro la Bielorussia viene schierato da titolare come ala sinistra. Il 25 giugno vince l'Europeo, sconfiggendo in finale 2-0 la Nazionale di calcio della Svizzera.

#### Nazionale Maggiore
Dopo tante presenze con le nazionali minori, il 29 febbraio 2012 viene convocato con la nazionale maggiore spagnola, per la partita contro il Venezuela (vinta dagli iberici per 5-0), facendo il suo ingresso in campo al 74º. Sette anni dopo viene nuovamente convocato dall'allenatore iberico Luis Enrique per le gare di qualificazione agli Europei 2020 contro Norvegia e Malta. Proprio in quest'ultima rientra in campo, sostituendo Juan Bernat al 56º minuto.

#### Selezione dei Paesi Baschi
Esordisce con la selezione dei Paesi Baschi nella sfida del 28 dicembre 2011, persa 2-0 a Bilbao contro la Tunisia.

## Statistiche

### Presenze e reti nei club
Statistiche aggiornate al 25 maggio 2025.
| Stagione               | Squadra                | Campionato             | Campionato | Campionato | Coppe nazionali | Coppe nazionali | Coppe nazionali | Coppe continentali | Coppe continentali | Coppe continentali | Altre coppe | Altre coppe | Altre coppe | Totale | Totale |
| Stagione               | Squadra                | Comp                   | Pres       | Reti       | Comp            | Pres            | Reti            | Comp               | Pres               | Reti               | Comp        | Pres        | Reti        | Pres   | Reti   |
| ---------------------- | ---------------------- | ---------------------- | ---------- | ---------- | --------------- | --------------- | --------------- | ------------------ | ------------------ | ------------------ | ----------- | ----------- | ----------- | ------ | ------ |
| 2008-2009              | Bilbao Athletic        | SDB                    | 13         | 1          | -               | -               | -               | -                  | -                  | -                  | -           | -           | -           | 13     | 1      |
| 2009-2010              | Bilbao Athletic        | SDB                    | 6          | 2          | -               | -               | -               | -                  | -                  | -                  | -           | -           | -           | 6      | 2      |
| Totale Bilbao Athletic | Totale Bilbao Athletic | Totale Bilbao Athletic | 19         | 3          |                 | -               | -               |                    | -                  | -                  |             | -           | -           | 19     | 3      |
| 2009-2010              | Athletic Bilbao        | PD                     | 26         | 4          | CR              | 0               | 0               | UEL                | 9                  | 2                  | -           | -           | -           | 35     | 6      |
| 2010-2011              | Athletic Bilbao        | PD                     | 35         | 5          | CR              | 3               | 0               | -                  | -                  | -                  | -           | -           | -           | 38     | 5      |
| 2011-2012              | Athletic Bilbao        | PD                     | 33         | 2          | CR              | 9               | 2               | UEL                | 16                 | 5                  | -           | -           | -           | 58     | 9      |
| 2012-2013              | Athletic Bilbao        | PD                     | 33         | 1          | CR              | 2               | 0               | UEL                | 8                  | 1                  | -           | -           | -           | 43     | 2      |
| 2013-2014              | Athletic Bilbao        | PD                     | 35         | 7          | CR              | 4               | 2               | -                  | -                  | -                  | -           | -           | -           | 39     | 9      |
| 2014-2015              | Athletic Bilbao        | PD                     | 25         | 1          | CR              | 7               | 0               | UCL+UEL            | 7+2                | 1+0                | -           | -           | -           | 41     | 2      |
| 2015-2016              | Athletic Bilbao        | PD                     | 20         | 2          | CR              | 3               | 0               | UEL                | 5                  | 0                  | SS          | 0           | 0           | 28     | 2      |
| 2016-2017              | Athletic Bilbao        | PD                     | 35         | 7          | CR              | 3               | 0               | UEL                | 8                  | 0                  | -           | -           | -           | 46     | 7      |
| 2017-2018              | Athletic Bilbao        | PD                     | 14         | 4          | CR              | 0               | 0               | UEL                | 6                  | 1                  | -           | -           | -           | 20     | 5      |
| 2018-2019              | Athletic Bilbao        | PD                     | 34         | 7          | CR              | 3               | 0               | -                  | -                  | -                  | -           | -           | -           | 37     | 7      |
| 2019-2020              | Athletic Bilbao        | PD                     | 31         | 5          | CR              | 7               | 1               | -                  | -                  | -                  | -           | -           | -           | 38     | 6      |
| 2020-2021              | Athletic Bilbao        | PD                     | 28         | 5          | CR              | 5               | 0               | -                  | -                  | -                  | SS          | 2           | 0           | 35     | 5      |
| 2021-2022              | Athletic Bilbao        | PD                     | 35         | 4          | CR              | 4               | 2               | -                  | -                  | -                  | SS          | 2           | 0           | 41     | 6      |
| 2022-2023              | Athletic Bilbao        | PD                     | 30         | 0          | CR              | 6               | 2               | -                  | -                  | -                  | -           | -           | -           | 36     | 2      |
| 2023-2024              | Athletic Bilbao        | PD                     | 20         | 2          | CR              | 5               | 1               | -                  | -                  | -                  | -           | -           | -           | 25     | 3      |
| Totale Athletic Bilbao | Totale Athletic Bilbao | Totale Athletic Bilbao | 434        | 56         |                 | 61              | 10              |                    | 61                 | 10                 |             | 4           | 0           | 560    | 76     |
| sett. -dic.2024        | San Lorenzo            | PD                     | 14         | 3          | CA+CdL          | -               | -               | CL                 | -                  | -                  | -           | -           | -           | 14     | 3      |
| gen. -mag.2025         | San Lorenzo            | PD                     | 8+3        | 1+0        | CA              | 1               | 0               | -                  | -                  | -                  | -           | -           | -           | 12     | 1      |
| Totale carriera        | Totale carriera        | Totale carriera        | 22+3       | 4+0        |                 | 1               | 0               |                    | -                  | -                  |             | -           | -           | 26     | 4      |
| Totale carriera        | Totale carriera        | Totale carriera        | 475+3      | 63+0       |                 | 62              | 10              |                    | 61                 | 10                 |             | 4           | 0           | 605    | 83     |

### Cronologia presenze e reti in nazionale
| Cronologia completa delle presenze e delle reti in nazionale ― Spagna | Cronologia completa delle presenze e delle reti in nazionale ― Spagna | Cronologia completa delle presenze e delle reti in nazionale ― Spagna | Cronologia completa delle presenze e delle reti in nazionale ― Spagna | Cronologia completa delle presenze e delle reti in nazionale ― Spagna | Cronologia completa delle presenze e delle reti in nazionale ― Spagna | Cronologia completa delle presenze e delle reti in nazionale ― Spagna | Cronologia completa delle presenze e delle reti in nazionale ― Spagna |
| Data                                                                  | Città                                                                 | In casa                                                               | Risultato                                                             | Ospiti                                                                | Competizione                                                          | Reti                                                                  | Note                                                                  |
| --------------------------------------------------------------------- | --------------------------------------------------------------------- | --------------------------------------------------------------------- | --------------------------------------------------------------------- | --------------------------------------------------------------------- | --------------------------------------------------------------------- | --------------------------------------------------------------------- | --------------------------------------------------------------------- |
| 29-2-2012                                                             | Malaga                                                                | Spagna                                                                | 5 – 0                                                                 | Venezuela                                                             | Amichevole                                                            | -                                                                     | 74’                                                                   |
| 26-3-2019                                                             | Ta' Qali                                                              | Malta                                                                 | 0 – 2                                                                 | Spagna                                                                | Qual. Euro 2020                                                       | -                                                                     | 56’                                                                   |
| Totale                                                                |                                                                       | Presenze                                                              | 2                                                                     |                                                                       | Reti                                                                  | 0                                                                     |                                                                       |

| Cronologia completa delle presenze e delle reti in nazionale ― Paesi Baschi | Cronologia completa delle presenze e delle reti in nazionale ― Paesi Baschi | Cronologia completa delle presenze e delle reti in nazionale ― Paesi Baschi | Cronologia completa delle presenze e delle reti in nazionale ― Paesi Baschi | Cronologia completa delle presenze e delle reti in nazionale ― Paesi Baschi | Cronologia completa delle presenze e delle reti in nazionale ― Paesi Baschi | Cronologia completa delle presenze e delle reti in nazionale ― Paesi Baschi | Cronologia completa delle presenze e delle reti in nazionale ― Paesi Baschi |
| Data                                                                        | Città                                                                       | In casa                                                                     | Risultato                                                                   | Ospiti                                                                      | Competizione                                                                | Reti                                                                        | Note                                                                        |
| --------------------------------------------------------------------------- | --------------------------------------------------------------------------- | --------------------------------------------------------------------------- | --------------------------------------------------------------------------- | --------------------------------------------------------------------------- | --------------------------------------------------------------------------- | --------------------------------------------------------------------------- | --------------------------------------------------------------------------- |
| 28-12-2011                                                                  | Bilbao                                                                      | Paesi Baschi                                                                | 0 – 2                                                                       | Tunisia                                                                     | Amichevole                                                                  | -                                                                           |                                                                             |
| Totale                                                                      |                                                                             | Presenze                                                                    | 1                                                                           |                                                                             | Reti                                                                        | 0                                                                           |                                                                             |

## Palmarès

### Club
- Supercoppa di Spagna: 2

Athletic Bilbao: 2015, 2021
- Coppa di Spagna: 1

Athletic Bilbao: 2023-2024

### Nazionale
- Campionato d'Europa Under-21: 2

2011, 2013

### Individuale
- Giocatore rivelazione della Liga spagnola: 1

2010-2011